# بخش استرمستاد
بخش استرمستاد (به سوئدی: Strömstads kommun) یک ناحیه شهری در سوئد است که در شهرستان وسترا گوتلاند واقع شده‌است.

## خواهرخوانده
شهرهای دهستان نیسی، Konnevesi, Randaberg و لدبوری خواهرخوانده‌های بخش استرمستاد هستند.